# Михаил Воин
Михаил Воин е византийски военачалник и български светец. Паметта му се отбелязва от Православната църква на 22 ноември.
Единствените сведения за него са от няколко български агиографски текста от XIII-XIV век. Според тях той е българин от Потука, живял в средата на IX век, но съвременните изследователи отнасят живота му по-скоро към XI век. Местоположението на Потука изглежда е северно от Пловдив, но някои свързват името с днешния град Батак. Според агиографите му Михаил е с добър произход и е благочестив християнин, като млад мъж става примикюр на военна част и с нея се проявява във война с мюсюлманите (според някои интерпретации – в Южна Италия). На връщане от войната той убива дракон, освобождавайки тормозено от него селище, но е тежко ранен и умира след завръщането си в Потука.
През 1206 година, след като превзема Пловдив, българският цар Калоян пренася тържествено мощите на Михаил Воин от Потука в Търново, където те са положени в църквата „Свети Четиридесет мъченици“, а след това в патриаршеската катедрала „Възнесение Господне“. През следващите два века Търново е център на активен култ към светеца, като от XIII век са запазени посветени на него „Проложно житие“ и „Служба“ от неизвестни автори, които стават основа за „Похвално слово“ от патриарх Евтимий.
Изхождайки от отделни детайли в първичните източници, филологът Анчо Калоянов предлага хипотезата, че Михаил Воин е павликянин и обект на почитане от павликяните в Тракия. Той тълкува култа към него като опит на българските владетели да интегрират преселени от Калоян в Северна България павликяни.
Макар да не е сред най-популярните светци в България, култът към Михаил Воин се запазва и през Възраждането. Известни са две идентични стенописни икони на светеца, рисувани от Захарий Зограф – в Преображенския и в Троянския манастир.